# Ендо Акіхіро
Акіхіро Ендо (яп. 遠藤 彰弘, нар. 18 вересня 1975, Каґосіма) — японський футболіст, що грав на позиції півзахисника.
Виступав за клуби «Йокогама Ф. Марінос» та «Віссел» (Кобе), а також олімпійську збірну Японії.

## Клубна кар'єра
У дорослому футболі дебютував 1994 року виступами за команду клубу «Йокогама Ф. Марінос», в якій провів дванадцять сезонів, взявши участь у 210 матчах чемпіонату.
Завершив професійну ігрову кар'єру у клубі «Віссел» (Кобе), за який виступав протягом 2005—2007 років.

## Виступи за збірну
1996 року захищав кольори олімпійської збірної Японії на Олімпійських іграх 1996 року в Атланті, де японці не змогли вийти з групи.

## Club career statistics
| Чемпіонат | Чемпіонат             | Чемпіонат   | Ліга | Ліга | Кубок            | Кубок            | Кубок ліги      | Кубок ліги      | Континент. змаг. | Континент. змаг. | Всього | Всього |
| Сезон     | Клуб                  | Ліга        | Ігри | Голи | Ігри             | Голи             | Ігри            | Голи            | Ігри             | Голи             | Ігри   | Голи   |
| Японія    | Японія                | Японія      | Ліга | Ліга | Кубок Імператора | Кубок Імператора | Кубок Джей-ліги | Кубок Джей-ліги | Азія             | Азія             | Всього | Всього |
| --------- | --------------------- | ----------- | ---- | ---- | ---------------- | ---------------- | --------------- | --------------- | ---------------- | ---------------- | ------ | ------ |
| 1994      | «Йокогама Марінос»    | Джей-ліга   | 0    | 0    | 0                | 0                | 0               | 0               | -                | -                | 0      | 0      |
| 1995      | «Йокогама Марінос»    | Джей-ліга   | 19   | 0    | 1                | 0                | -               | -               | -                | -                | 20     | 0      |
| 1996      | «Йокогама Марінос»    | Джей-ліга   | 2    | 1    | 0                | 0                | 4               | 0               | -                | -                | 6      | 1      |
| 1997      | «Йокогама Марінос»    | Джей-ліга   | 15   | 0    | 2                | 0                | 3               | 0               | -                | -                | 20     | 0      |
| 1998      | «Йокогама Марінос»    | Джей-ліга   | 16   | 1    | 1                | 0                | 0               | 0               | -                | -                | 17     | 1      |
| 1999      | «Йокогама Ф. Марінос» | Джей-ліга   | 29   | 4    | 3                | 0                | 2               | 0               | -                | -                | 34     | 4      |
| 2000      | «Йокогама Ф. Марінос» | Джей-ліга   | 29   | 3    | 3                | 0                | 5               | 0               | -                | -                | 37     | 3      |
| 2001      | «Йокогама Ф. Марінос» | Джей-ліга   | 30   | 1    | 1                | 0                | 8               | 2               | -                | -                | 39     | 3      |
| 2002      | «Йокогама Ф. Марінос» | Джей-ліга   | 20   | 0    | 2                | 0                | 4               | 1               | -                | -                | 26     | 1      |
| 2003      | «Йокогама Ф. Марінос» | Джей-ліга   | 26   | 3    | 3                | 0                | 7               | 1               | -                | -                | 36     | 4      |
| 2004      | «Йокогама Ф. Марінос» | Джей-ліга   | 22   | 1    | 1                | 0                | 4               | 0               | 2                | 0                | 29     | 1      |
| 2005      | «Йокогама Ф. Марінос» | Джей-ліга   | 2    | 0    | 0                | 0                | 0               | 0               | -                | -                | 2      | 0      |
| 2005      | «Віссел» (Кобе)       | Джей-ліга   | 15   | 0    | 0                | 0                | 0               | 0               | -                | -                | 15     | 0      |
| 2006      | «Віссел» (Кобе)       | Джей-ліга 2 | 1    | 0    | 1                | 0                | -               | -               | -                | -                | 2      | 0      |
| 2007      | «Віссел» (Кобе)       | Джей-ліга   | 3    | 0    | 0                | 0                | 3               | 0               | -                | -                | 6      | 0      |
| Країна    | Японія                | Японія      | 229  | 14   | 18               | 0                | 40              | 4               | 2                | 0                | 289    | 18     |
| Всього    | Всього                | Всього      | 229  | 14   | 18               | 0                | 40              | 4               | 2                | 0                | 289    | 18     |

## Особисте життя
Має молодшого брата, Ясухіто Ендо, який також став професійним футболістом і найграв найбільше матчів за збірну Японії серед усіх гравців збірної — 152.

## Титули і досягнення
- Чемпіон Японії (3):

«Йокогама Ф. Марінос»: 1995, 2003, 2004
- Володар Кубка Джей-ліги (1):

«Йокогама Ф. Марінос»: 2001